# Isochorema
Isochorema is een geslacht van schietmotten van de familie Hydrobiosidae.

## Soorten
- I. curvispinum F Schmid, 1989
- I. flintorum F Schmid, 1989